# Mirza Ghalib
 Ghalib (urdú: غاؔلب; en hindi: ग़ालिब) nacido Mirza Asadullah Beg Khan (Urdú: مرزا اسد اللہ بیگ خان; en hindi: मिर्ज़ा असदुल्लाह् बेग़ ख़ान), 27 de diciembre de 1797 – 15 de febrero de 1869), fue un poeta de las lenguas urdú y persa durante las postrimeras del Imperio mogol. Su seudónimo era Ghalib (Urdu: غالب, ġhālib significa "dominante") Asad (Urdu: اسد, Asad significa "león"); y su nombre honorífico Dabir-ul-Mulk, Najm-ud-Daula. Fue cronista de la agitada transición socio-política que acompañó su vida, cuando los mogoles fueron desplazados de la India por los británicos y finalmente depuestos tras los levantamientos de 1857. Sus ghazals, muy populares en el ámbito del idioma urdú, le hacen destacar como poeta de la era mogola, y aun a comienzos del siglo XXI en la India, Pakistán y la diáspora hindustana por el mundo.

## Primeros años
.

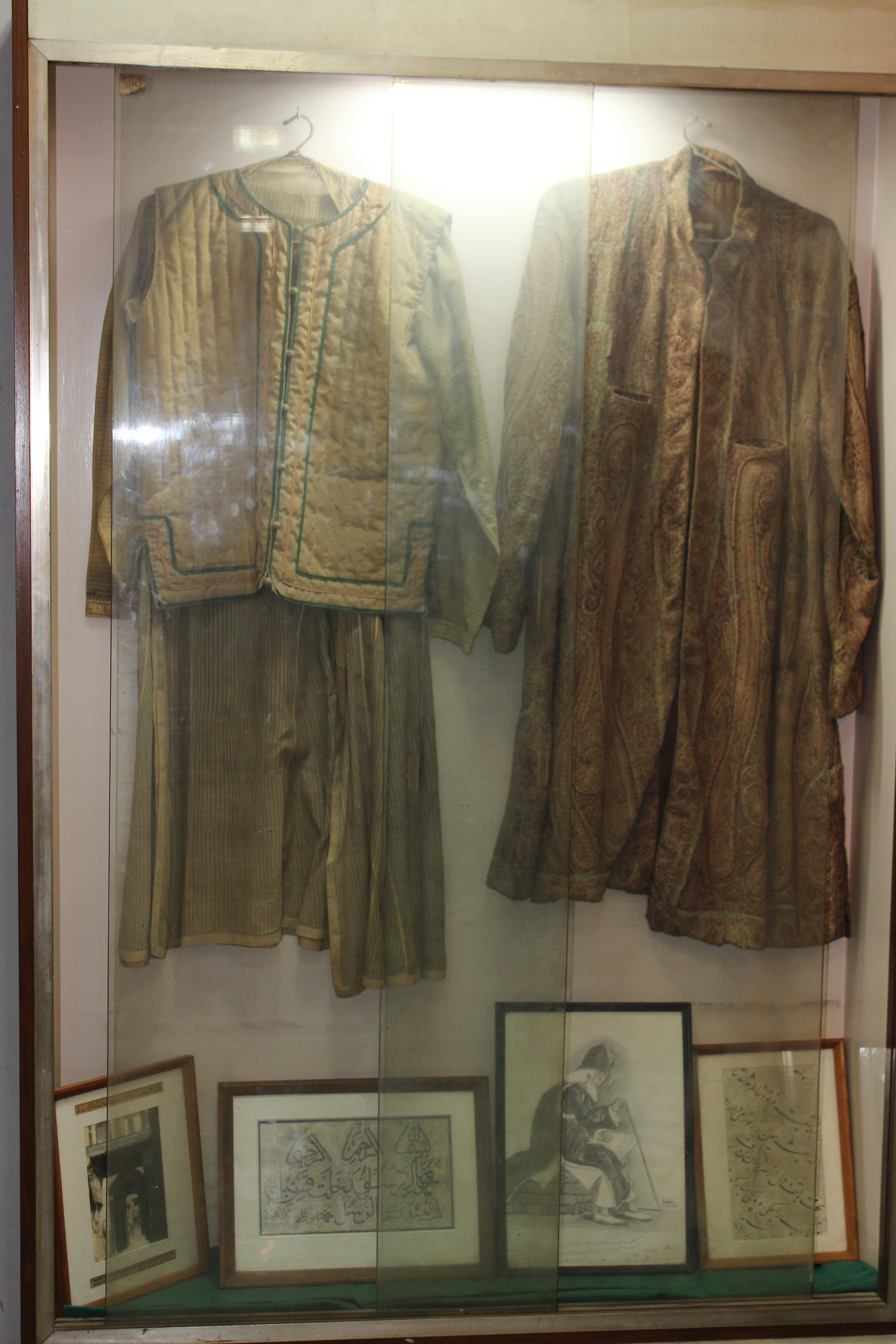
Ropa de Mirza Ghalib, en el Museo Ghalib, Nueva Delhi

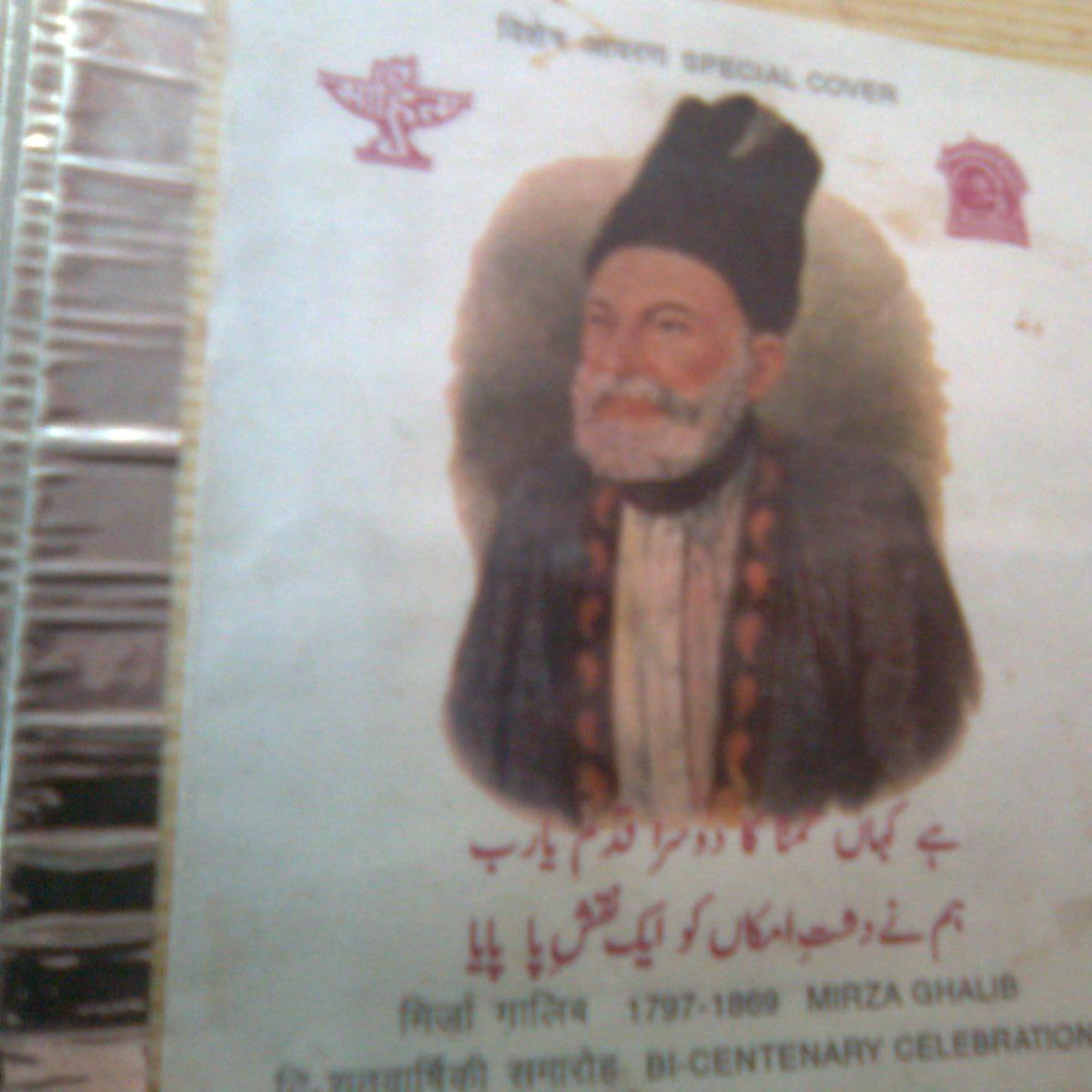
Una portada especial conmemorativa de Ghalib publicada en la India

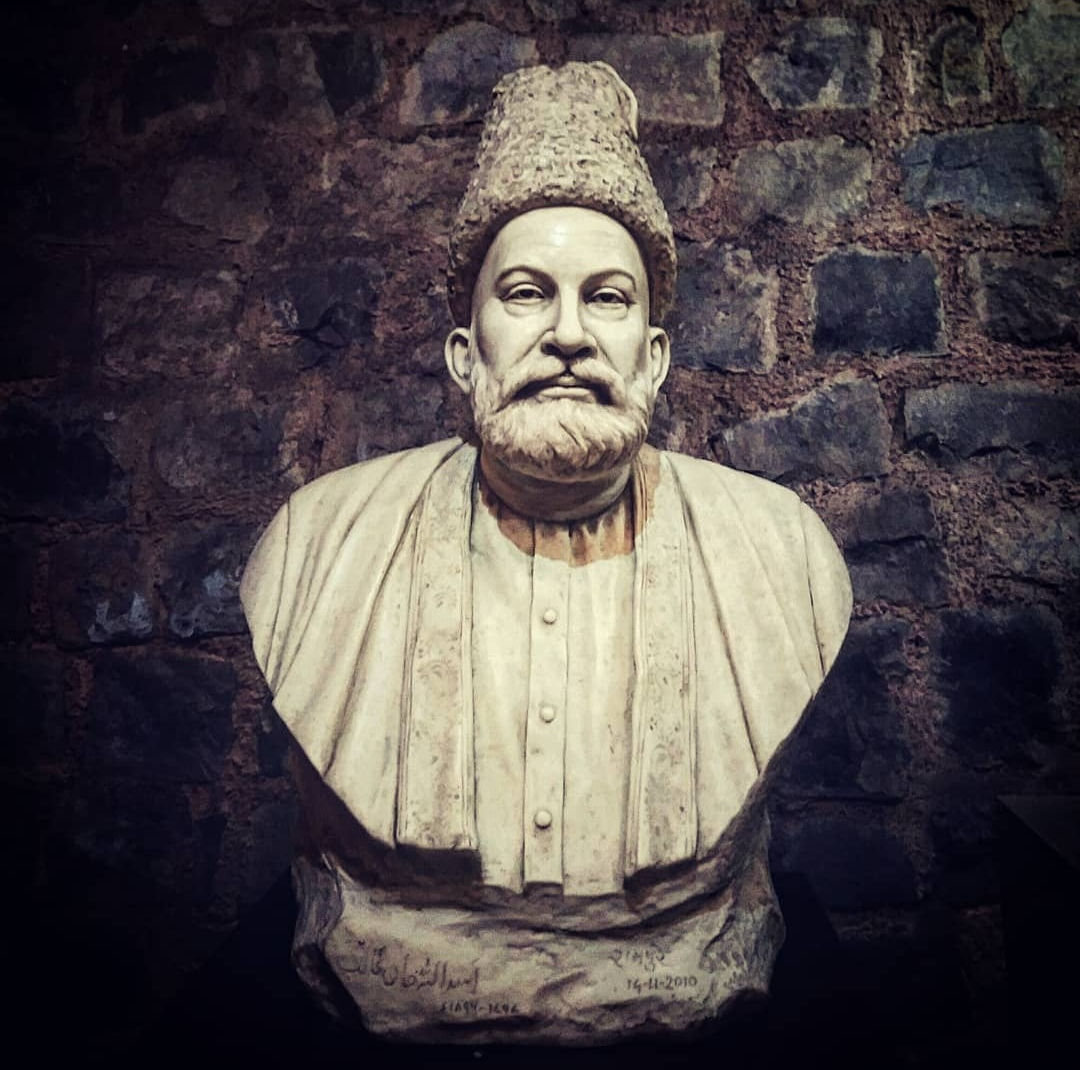
La estatua de Mirza Ghalib en Ghalib ki Haveli.

Mirza Ghalib nació en Kala Mahal, Agra en el seno de una familia de mogoles que se trasladó a Samarcanda (en el actual Uzbekistán) tras la caída de los reyes de la Seljuk. Su abuelo paterno, Mirza Qoqan Baig, era un turco selyuqí y descendiente del sultán Berkyaruq que había emigrado a la India desde Samarcanda durante el reinado de Ahmad Shah (1748-54). Trabajó en Lahore, Delhi y Jaipur, se le concedió el subdistrito de Pahasu (Bulandshahr, UP) y finalmente se estableció en Agra, UP, India. Tuvo cuatro hijos y tres hijas.
Mirza Abdullah Baig (padre de Ghalib) se casó con Izzat-ut-Nisa Begum, de etnia Kashmiri, y luego vivió en casa de su suegro, el abuelo de Ghalib. Fue empleado primero por los Nawab de Lucknow y luego por el Nizam de Hyderabad, Deccan. Murió en una batalla en 1803 en Alwar y fue enterrado en Rajgarh (Alwar, Rajastán), cuando Ghalib tenía poco más de 5 años. Fue criado entonces por su tío Mirza Nasrullah Baig Khan, pero en 1806, Nasrullah se cayó de un elefante y murió a causa de las heridas relacionadas.
En 1810, a la edad de trece años, Ghalib se casó con Umrao Begum, hija del Nawab Ilahi Bakhsh (hermano del Nawab de Ferozepur Jhirka y del Loharu). Pronto se trasladó a Delhi, junto con su hermano menor, Mirza Yousuf, que había desarrollado esquizofrenia a una edad temprana y más tarde murió en Delhi durante el caos de 1857.
Ninguno de sus siete hijos sobrevivió más allá de la infancia. Tras su matrimonio, se estableció en Delhi. En una de sus cartas, describe su matrimonio como el segundo encierro tras el encierro inicial que fue la vida misma. La idea de que la vida es una lucha continua y dolorosa que sólo puede terminar cuando la vida misma termina, es un tema recurrente en su poesía. Una de sus coplas lo resume así:
- قید حیات و بند غم ، اصل میں دونوں ایک ہیں
- موت سے پہلے آدمی غم سے نجات پائے کیوں؟

La prisión de la vida y la esclavitud de la pena son lo mismo.
¿Por qué debería el hombre liberarse de la tristeza antes de morir?
Existen informes contradictorios sobre su relación con su esposa. Se la consideraba piadosa, conservadora y temerosa de Dios.

## Carrera literaria
Ghalib comenzó a escribir poesía a la edad de 11 años. Su lengua materna era urdú, aunque en su casa también se hablaba persa y turco. Desde edad temprana fue educado en persa y árabe. Cuando Ghalib comenzaba su adolescencia, un viajero iraní musulmán recién convertido (Abdus Samad, originalmente con el nombre Hormuzd, un Zoroastra) llegó a Agra. Abdus se alojó en la casa de Ghalib por dos años y le enseñó persa, árabe, filosofía, y lógica.

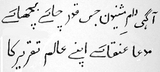
Poema de Ghalib.

Si bien el propio Ghalib se enorgullecía más de sus proezas en poesía en persa, hoy es más apreciado por sus ghazales en urdú. Numerosas elucidaciones de recopilaciones de los ghazales de Ghalib han sido escritas por estudiosos urdues. La primera elucidación o Sharh fue escrita por Ali Haider Nazm Tabatabai de Hyderabad durante el reinado del último Nizam de Hyderabad. Antes de Ghalib, el ghazal era en esencia una expresión de un amor angustiado; pero Ghalib a través del ghazal expresó filosofía, los trabajos y misterios de la vida y escribió ghazales sobre muchos otros temas, expandiendo con creces el alcance del ghazal.
De acuerdo a las tradiciones del ghazal clásico, en la mayoría de lo versos de Ghalib, la identidad y el género del ser amado es indeterminado. El crítico, poeta y escritor Shamsur Rahman Faruqui indica que la convención de tener la "idea" de un amante o ser amado en vez de un amante o ser amado específico libera al poeta, protagonista, amante de las exigencias del realismo. La poesía sobre el amor en urdú desde fines del siglo XVII en adelante consiste principalmente de "poemas sobre el amor" y no "poemas de amor" en el sentido occidental del término.
La primera traducción al inglés de los ghazales de Ghalib fue Sonetos de Amor de Ghalib, escrito por Sarfaraz K. Niazi y publicado por Rupa & Co en India y Ferozsons en Pakistán. Contiene la traducción completa a alfabeto latino, explicaciones y un léxico completo.

### Cartas

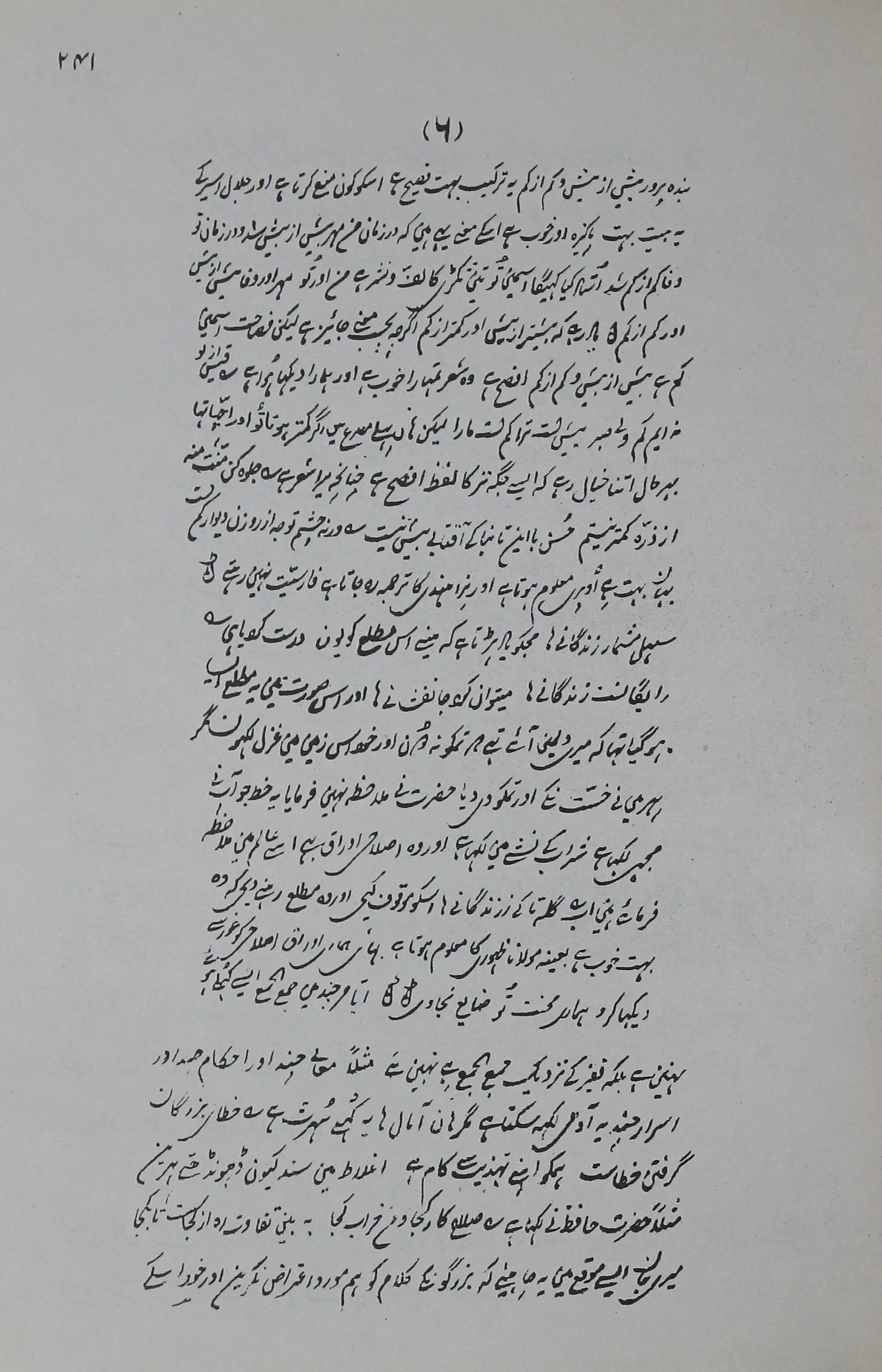
Página de una carta de Ghalib, de su puño y letra.

Mirza Ghalib era un consumado escritor de cartas. De la autoría de Mirza Ghalib se cuentan no solo poesías en urdú, sino también fragmentos de prosa. Sus cartas fueron la base del urdú popular. Antes de Ghalib, las cartas escritas en urdú eran muy ornamentadas. En cambio Ghalib hacia que sus cartas "hablaran" mediante el uso de palabras y oraciones como si estuviera conversando con su lector. Según expresó Sau kos se ba-zaban-e-qalam baatein kiya karo aur hijr mein visaal ke maze liya karo (desde cientos de millas habla con la lengua de la pluma y disfruta la alegría del encuentro aun cuando estas separado).
Sus cartas eran muy informales; a veces solo escribía al comienzo el nombre de la persona a la que iba dirigida y comenzaba la carta. Tenía muy buen humor y escribió cartas muy interesantes. En una carta expresó, "Main koshish karta hoon ke koi aisi baat likhoon jo padhe khush ho jaaye'" (quiero escribir líneas tales que quienquiera que las lea las pueda disfrutarlas). Algunos estudiosos sostienen que aun si fuera solo por sus cartas Ghalib ocuparía el mismo sitio que ostenta en la literatura urdu.

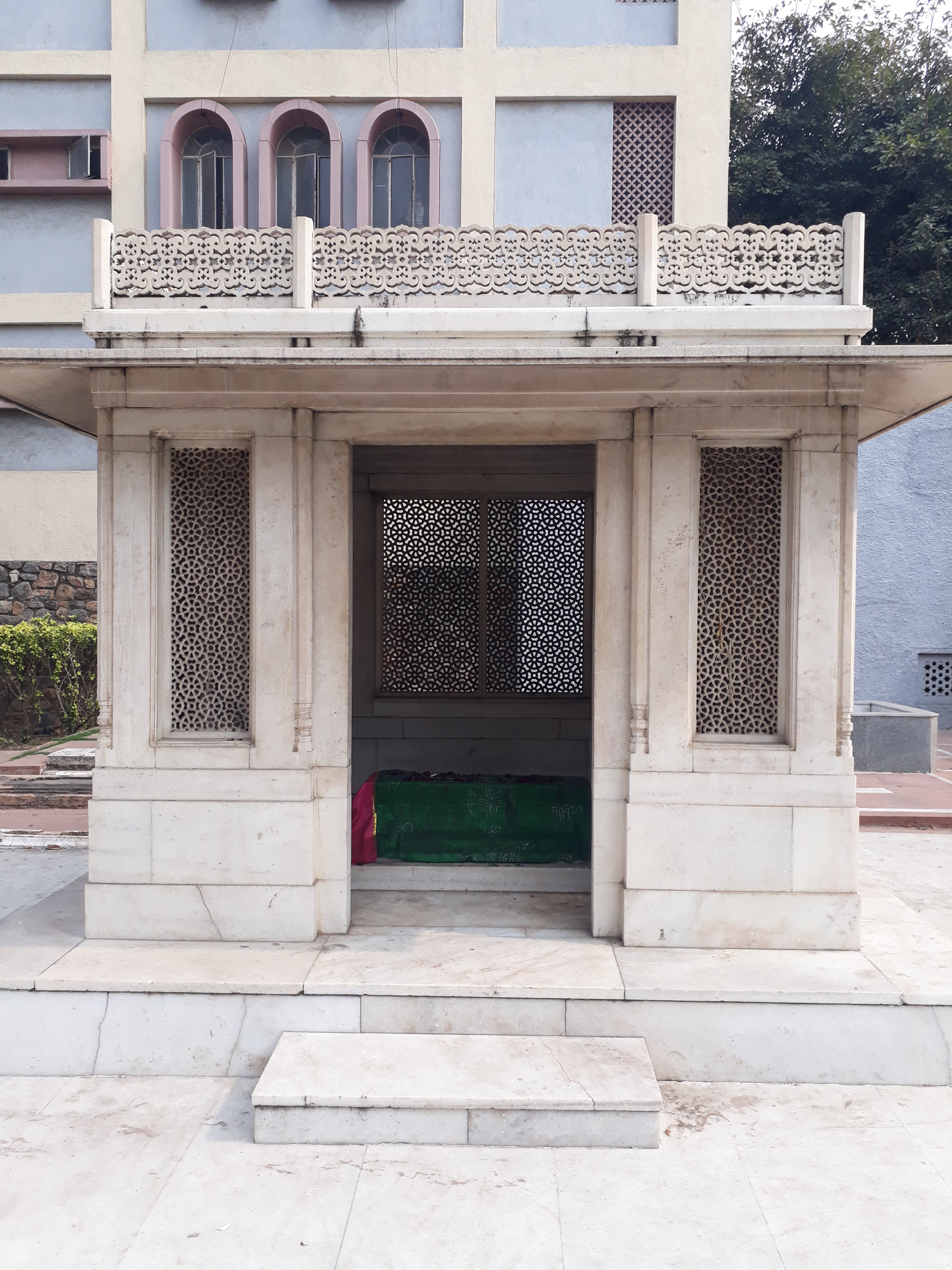
Tumba de Mirza Ghalib en Delhi.

### Un viaje que cambió el curso de la vida de Mirza Ghalib
La poesía o shayari de Ghalib había cautivado al badshah mogol de Delhi, Bahadur Shah Zaffar. Durante el reinado de los británicos, el badshah se convirtió en pensionista británico. Los británicos lo mantuvieron bajo estricta vigilancia junto con sus visitantes, incluido Ghalib, ya que sospechaban de él. La pensión del maestro del shayari fue suspendida por los británicos. Esto hizo que Ghalib emprendiera un largo viaje a Calcuta para hacer un llamamiento sobre su pensión al Gobernador General británico.
El viaje de Mirza Ghalib a Calcuta, o la antigua Calcuta

marcó una gran diferencia en su viaje literario. Mirza Ghalib llegó a la ciudad de la alegría y se enamoró. Su amor por Calcuta queda reflejado en una de sus creaciones, Safar-e-Kalkattah, donde habla de su estancia en su humilde morada, Haveli nº 133, situada en la zona del mercado de Simla, durante su estancia en Calcuta. Solía escribir sus versos en urdu pero empezó a escribir su poesía en persa después de esta visita. Se dio cuenta de que el círculo literario de Calcuta era muy diferente de su mundo conocido. Durante su estancia en Calcuta, asistió a muchas reuniones literarias que, a diferencia de Delhi, no eran de carácter cortesano. Eran muy liberales y flexibles, lo que es imprescindible para cualquier persona creativa.
La estancia de Mirza Ghalib en Calcuta amplió los horizontes de su viaje literario. Se convirtió en uno de los poetas de renombre de Calcuta y recibió el aprecio y la crítica del público ilustrado de la ciudad. Durante esta época, escribió dos masnavis en persa como Chiragh-e Dair (Lámpara del templo) y Bad-e Mukhalif (Vientos adversos). 
Sus cartas dan testimonio de su historia de amor con Calcuta. En una carta que escribió a Mirza Ali Bakhsh Khan, cuenta cómo la ciudad le ha robado el corazón y le ha dejado hipnotizado. Se refirió a la ciudad como un lugar que ofrecía un remedio para todo, excepto para la muerte, y también elogió a la gente de talento de la ciudad.

## Títulos mogoles
En 1850, el emperador Bahadur Shah Zafar otorgó a Mirza Ghalib el título de Dabir-ul-Mulk (en persa: دبیر الملک‎, lit. 'secretario de estado'). El Emperador también le añadió el título adicional de Najm-ud-daula (en persa: نجم الدولہ‎, lit. 'estrella del estado'). Popularmente conocido por el seudónimo Ghalib y Asad fue un poeta indio. La concesión de estos títulos fue un símbolo de la incorporación de Mirza Ghalib a la nobleza de Delhi. También recibió el título de Mirza Nosha (en persa: مرزا نوشہ‎) del Emperador, lo que le permitió agregar Mirza a su nombre. También fue un importante cortesano de la corte real del Emperador. Como el propio emperador era poeta, Mirza Ghalib fue nombrado su tutor de poeta en 1854. También fue nombrado tutor del príncipe Fakhr-ud Din Mirza, hijo mayor de Bahadur Shah II (m. 10 de julio de 1856). También fue designado por el Emperador como el historiador real de la Corte del Mughal.
Siendo miembro de la nobleza mogol en declive y de la antigua aristocracia terrateniente, nunca trabajó para ganarse la vida, vivió del patrocinio real de los emperadores mogoles, del crédito o de la generosidad de sus amigos. Su fama le llegó póstumamente. Él mismo había comentado durante su vida que sería reconocido por generaciones posteriores. Después de la caída del Imperio mogol y el ascenso del Raj británico, a pesar de sus muchos intentos, Ghalib nunca pudo recuperar la pensión completa.

## Mirza Ghalib y Sir Syed Ahmad Khan
En 1855, Sir Syed Ahmed Khan terminó su edición erudita, bien documentada e ilustrada del Ai'n-e Akbari de Abul Fazl. Habiendo terminado el trabajo a su satisfacción, y creyendo que Mirza Asadullah Khan Ghalib era una persona que apreciaría su trabajo, se acercó al gran Ghalib para escribir un taqriz (en la convención de la época, un prólogo laudatorio) para él. Ghalib accedió, pero lo que produjo fue un breve poema persa que fustigaba el Ai'n-e Akbari y, por ende, la cultura imperial, suntuosa, culta y erudita mogola de la que era producto. Lo menos que podía decirse en contra era que el libro tenía poco valor incluso como documento antiguo. Ghalib prácticamente reprendió a Khan por malgastar su talento y su tiempo en cosas muertas. Peor aún, elogió encarecidamente a los "sahibs de Inglaterra" que en aquella época tenían todas las llaves de todos los a'ins de este mundo.
El poema fue inesperado, pero llegó en un momento en que el pensamiento y los sentimientos de Khan ya se inclinaban hacia el cambio. Ghalib parecía ser muy consciente de un cambio en la política mundial, especialmente en la política india, patrocinado por Europa. Es posible que Syed Ahmed Khan se sintiera molesto por las advertencias de Ghalib, pero también se habría dado cuenta de que la interpretación que éste hacía de la situación, aunque no lo suficientemente matizada, era básicamente correcta. 
También es posible que Khan pensara que, al estar mejor informado sobre los ingleses y el mundo exterior, él mismo debería haber visto el cambio que ahora parecía estar a la vuelta de la esquina. Sir Khan nunca volvió a escribir una palabra en alabanza del Ai'n-e Akbari y, de hecho, renunció interesándose activamente por la historia y la arqueología y se convirtió en un reformador social.

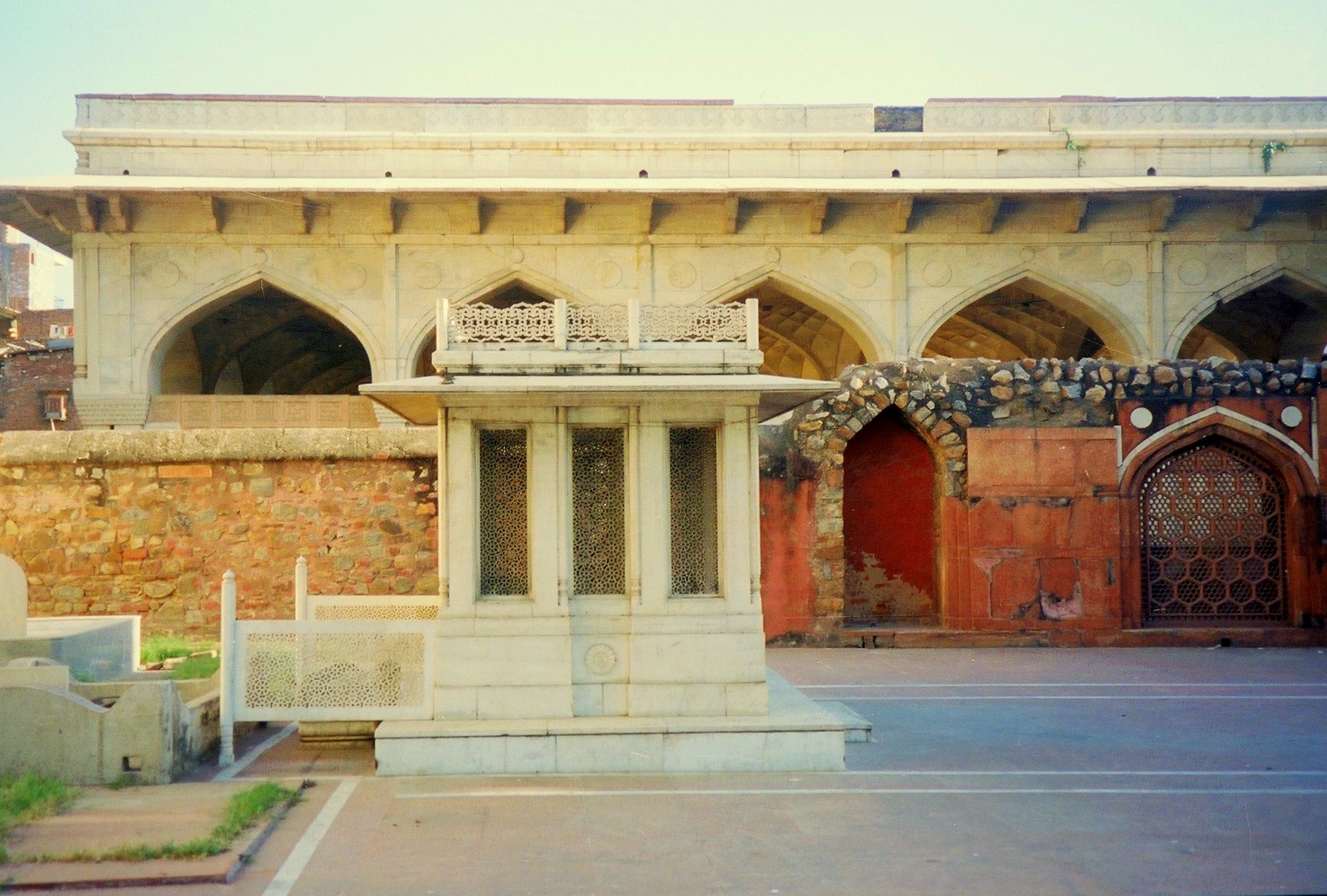
Tumba de Mirza Ghalib cerca de Chausath Khamba, sector de Nizamuddin, Delhi
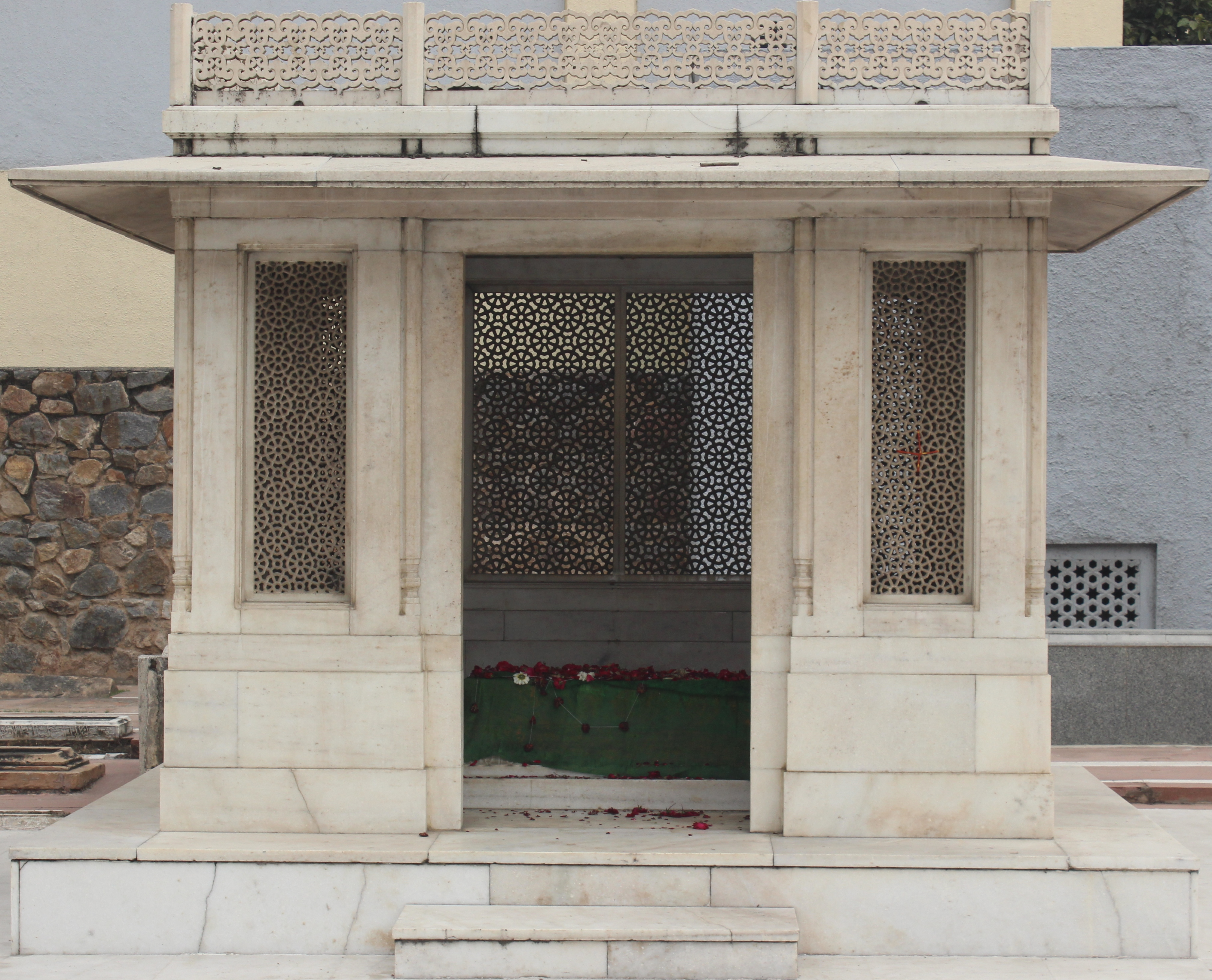
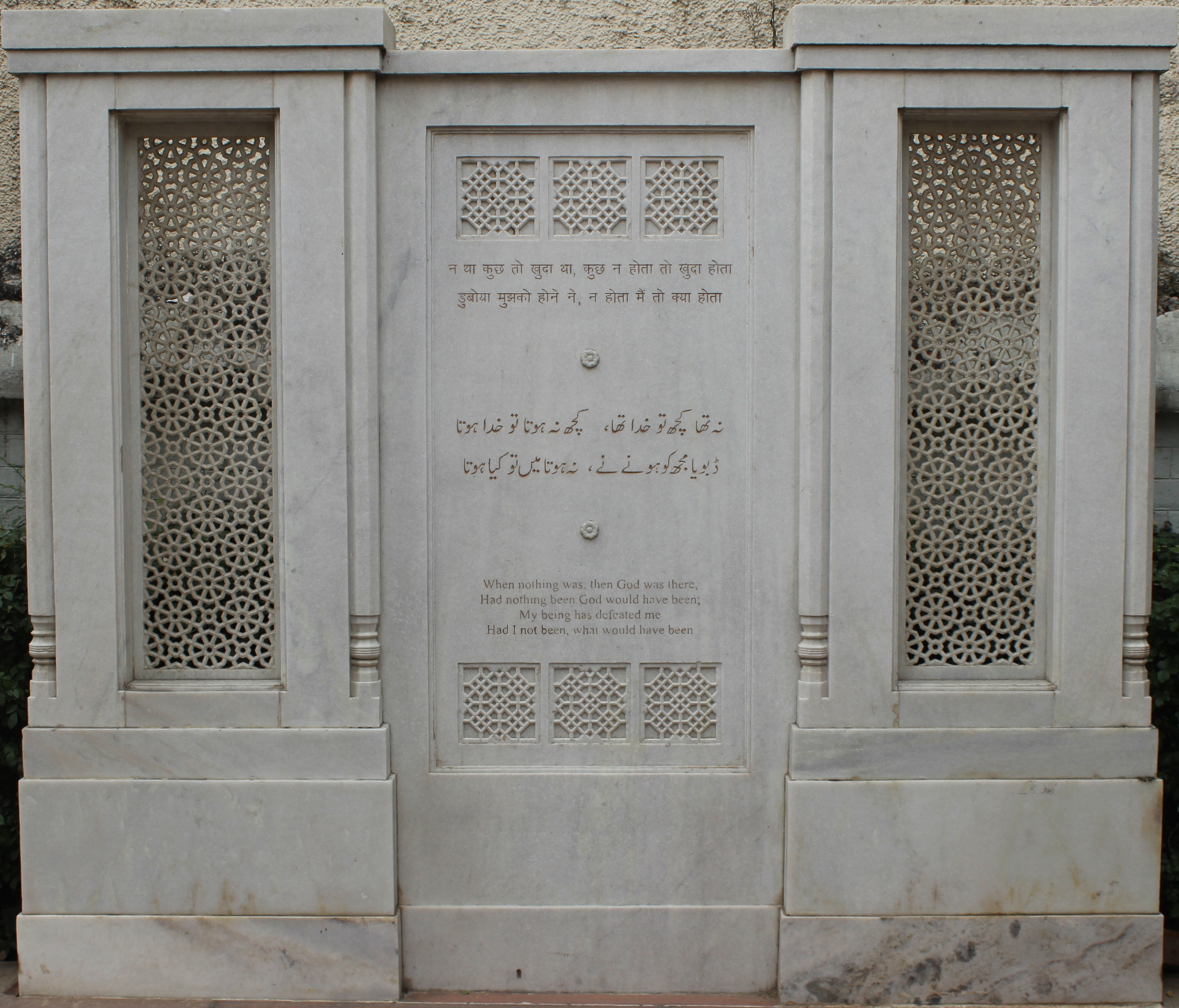
Inscripción en el mausoleo de Mirza Ghalib
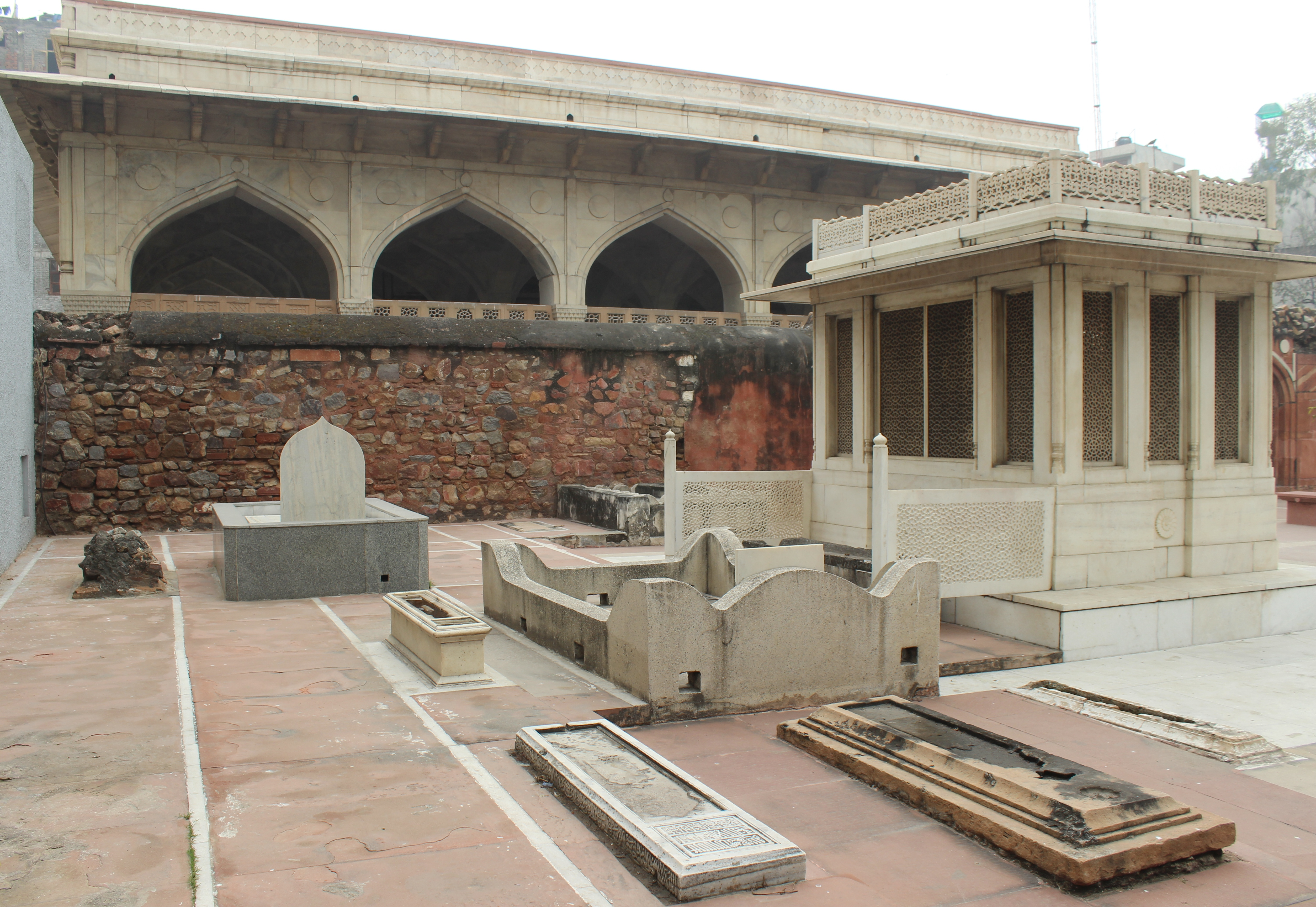
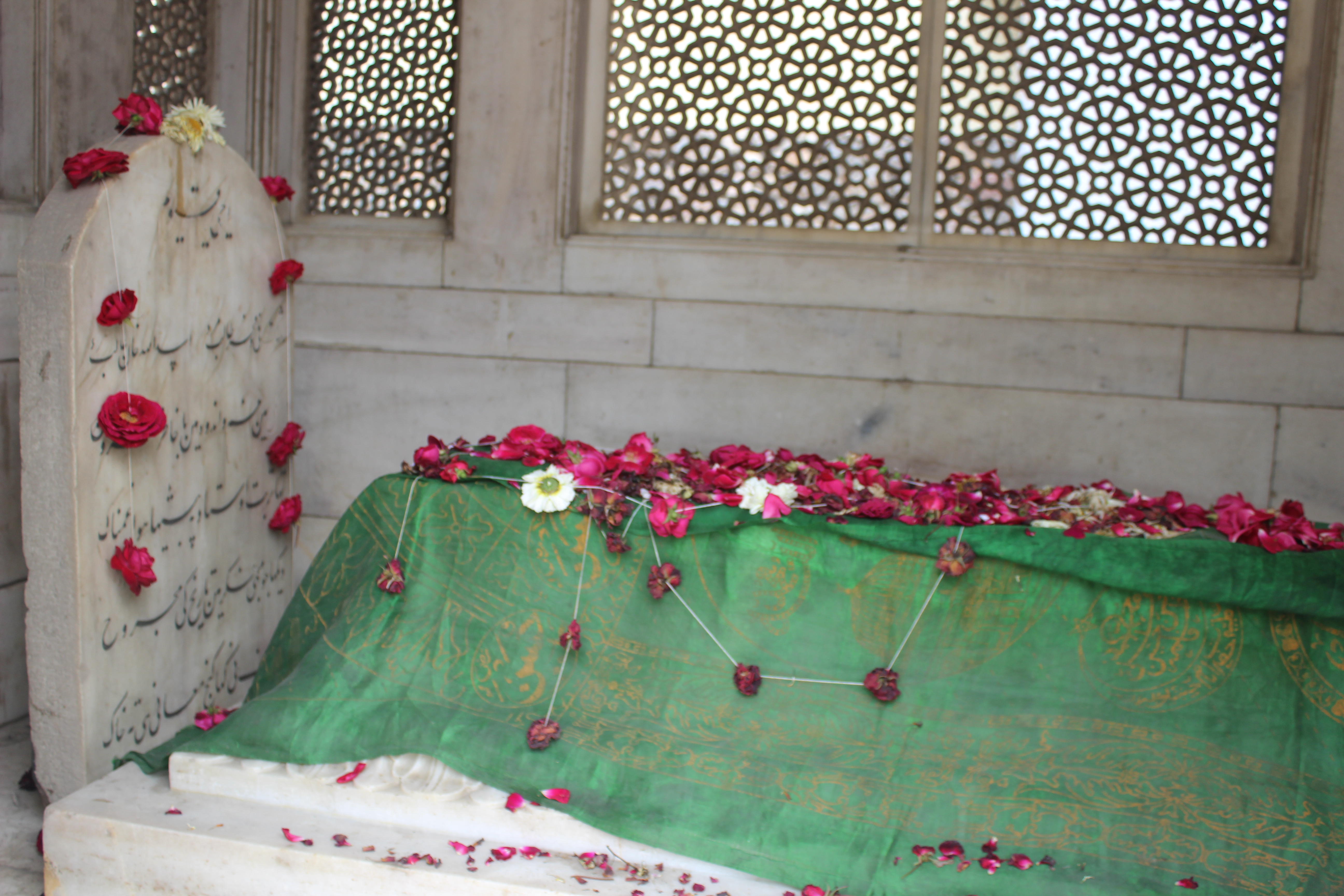
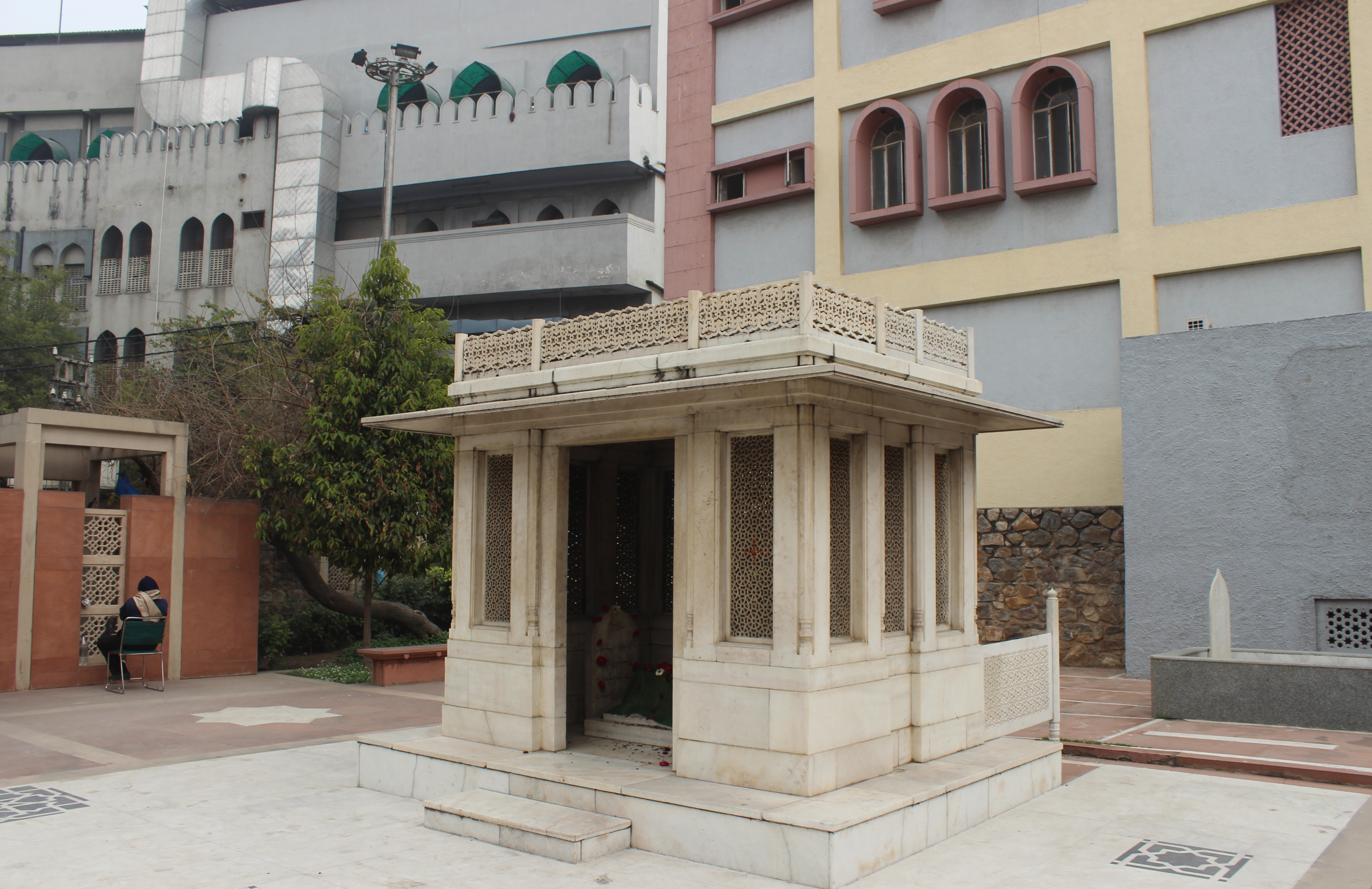
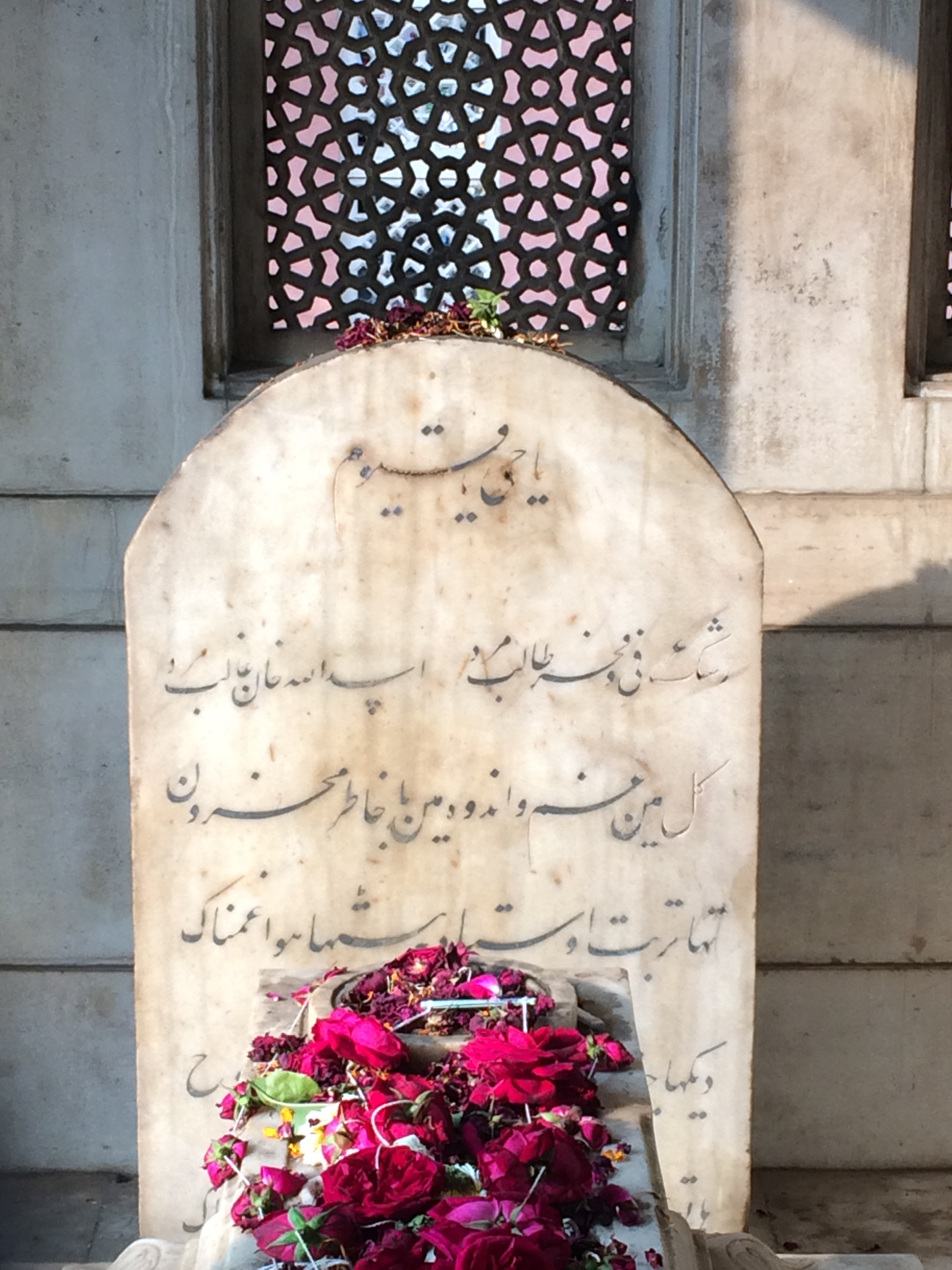
Lápida de Mirza Ghalib
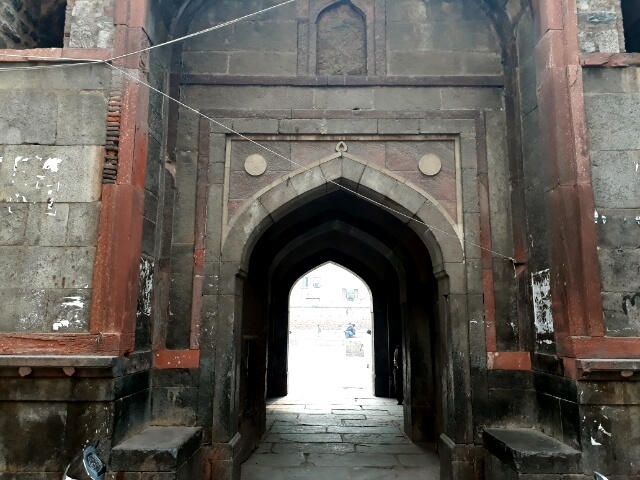
Portón de acceso a la Tumba de Ghalib